# 諾福克島旗幟
諾福克島旗幟於1980年1月17日正式通過成為諾福克島的法定旗幟，旗幟正中的大樹為異葉南洋杉（Araucaria heterophylla）。
與加拿大國旗類似，也是用兩種顏色並在正中加入當地有代表性的植物構成，而且也是按1：2的比例構成。當然正中的並非加拿大國旗上的楓葉而是當地的特有種異葉南洋杉，而其高度必須為整面旗闊度的一半。此旗也是三行式旗幟之一。

## 外部連結
- 諾福克島旗幟簡介（页面存档备份，存于）